# Neylandville
Neylandville är en kommun (town) i Hunt County i Texas. Orten har grundats av afroamerikaner med James "Jim" Brigham i spetsen. Vid 2010 års folkräkning hade Neylandville 97 invånare.